# Dévald László
Dévald László (Nagyvárad, 1912. augusztus 28. – Nagyvárad, 1974. december 28.) romániai magyar jogász és újságíró.

## Életútja
Szülővárosában érettségizett, Kolozsvárt szerzett jogi doktorátust. Újságírói pályáját Nagyváradon az Erdélyi Lapok, Romániai Magyar Szó belső munkatársaként kezdte (1932–40), elbeszélései és novellái a Pásztortűz, Erdélyi Szemle, A Hírnök, Vasárnap s a napilapok hasábjain jelentek meg; díjat nyert a Pásztortűz novellapályázatán (1931), szerepelt a Tíz tűz című antológiában (1932), Álmodoznak az öregek című zenés operettjét bemutatták Nagyváradon (1935).
Ügyvédi pályára ment 1940-ben, a második világháború után vállalati jogász. Mintegy 20 000 kartotékot magába foglaló idézet- és aforizmagyűjteménye az irodalom, művészetek és tudományok minden ágát felölelte, belőlük 1968-tól közölt a hazai magyar irodalmi folyóiratokban és napilapokban, s önálló köteteket is állított össze: Gondolatok a szerelemről (Szilágyi Júlia bevezetésével, Téka 1970; 2. kiadás 1972); Gondolatok a művészetről (Angi István bevezetésével, Téka 1975).